# جیانی کورلی
جیانی کورلی (انگلیسی: Gianni Corelli; ۳۰ دسامبر ۱۹۳۶ – ۱۱ مهٔ ۲۰۰۸) بازیکن فوتبال اهل ایتالیا بود.
از باشگاه‌هایی که در آن بازی کرده‌است می‌توان به باشگاه فوتبال اسپتزیا، باشگاه فوتبال اسپال، باشگاه فوتبال ناپولی، و باشگاه فوتبال ترنانا اشاره کرد.